# Porto Novo (Republika Zielonego Przylądka)
Porto Novo (port. „nowy port”, oficjalnie Cidade do Porto Novo) jest miastem na wyspie Santo Antão, które należy do Wysp Zawietrznych. Jest to piąte co do wielkości miasto Republiki Zielonego Przylądka. 
Porto Novo jest połączone drogami z Pombas i Ribeira Grande, jak też z Topo da Coroa i zachodnim wybrzeżem wyspy oraz mała drogą z Tarrafal de Monte Trigo.